# Rio Alcântara (Itália)
O Alcântara é um importante rio da Sicília oriental que percorre 52 quilômetros, desaguando no Mar Jônico. Sua bacia hidrográfica estende-se por 573 km² nas províncias de Messina e Catania.
O rio nasce nos Montes Nébrodes a cerca de 1400 metros de altitude na Serra Baratta no território do município de Floresta, na província de Messina. Dirigindo-se em direção sul, entra na província de Catânia a norte do território municipal de Randazzo e recebe as águas de seu afluente, o rio Flascio. Após receber o fluxo do seu tributário seu curso desvia-se e segue em direção leste, demarcando o limite norte do maciço do vulcão Etna, tendo a norte os Nébrodes e os montes Peloritanos, determinando também a divisa das províncias de Messina, a norte, e Catânia, a sul.
Passa pelo municípios de Mojo Alcantara, Francavilla di Sicilia, Castiglione di Sicilia, Motta Camastra (onde formam as Gargantas do Alcântara, importante ponto turístico da região), Graniti, Gaggi, Calatabiano e Giardini-Naxos, onde desemboca no mar.

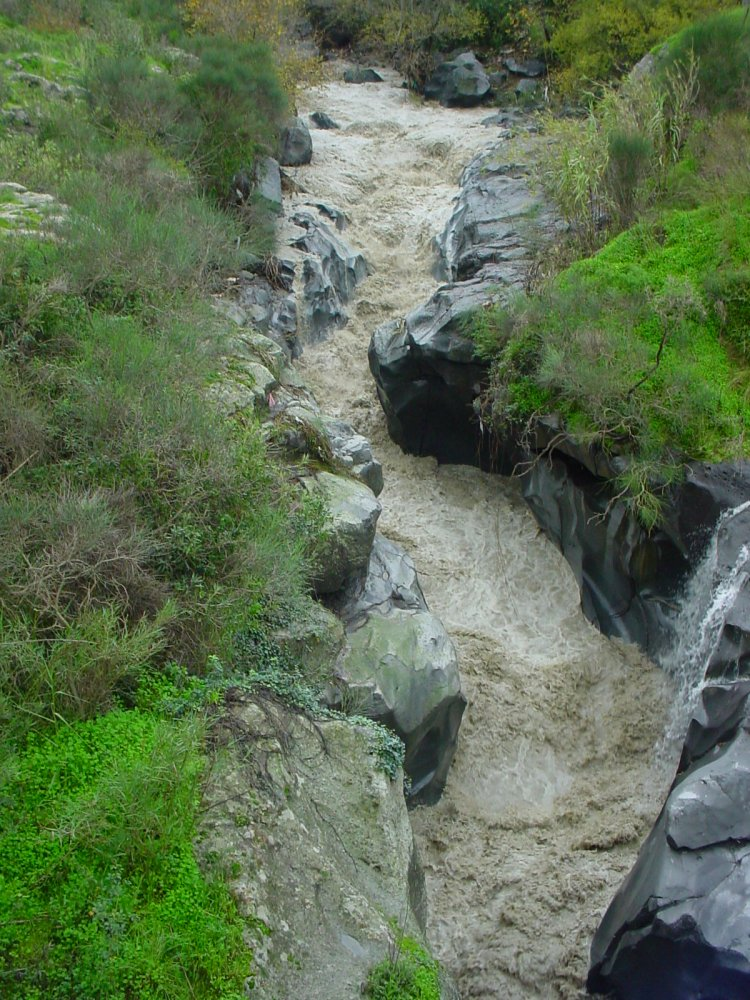
Cheia de dezembro de 2003
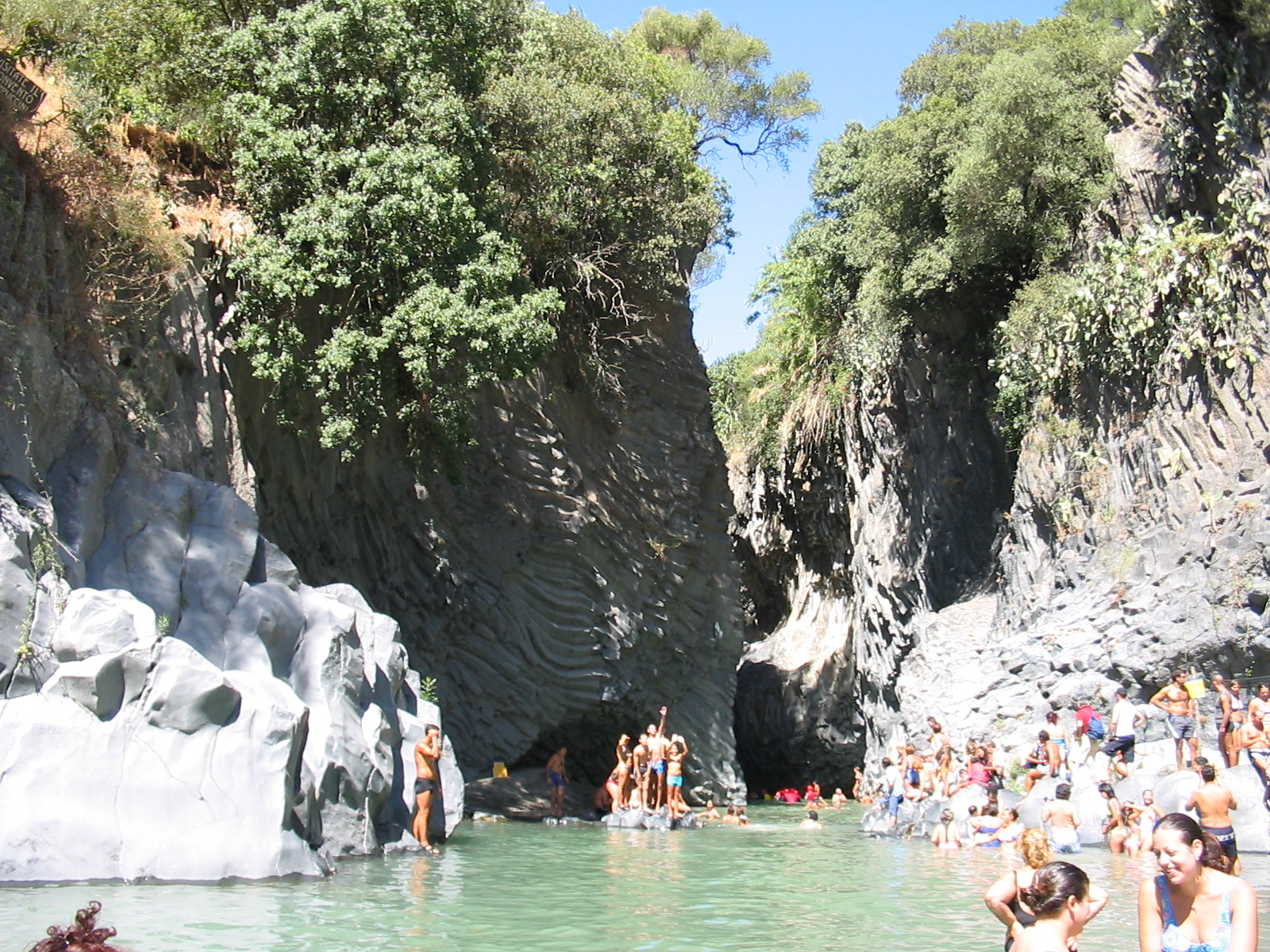
As gargantas
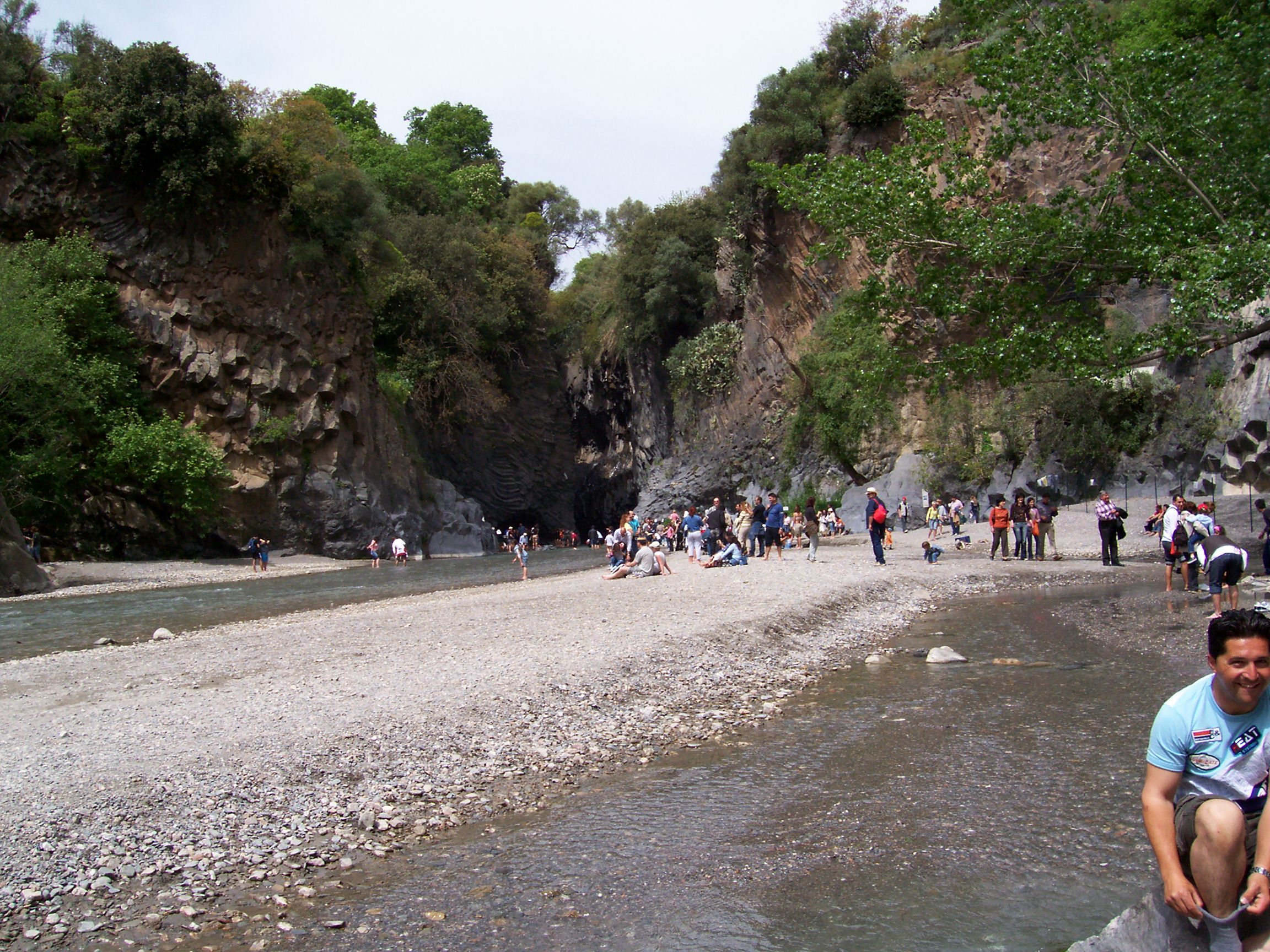
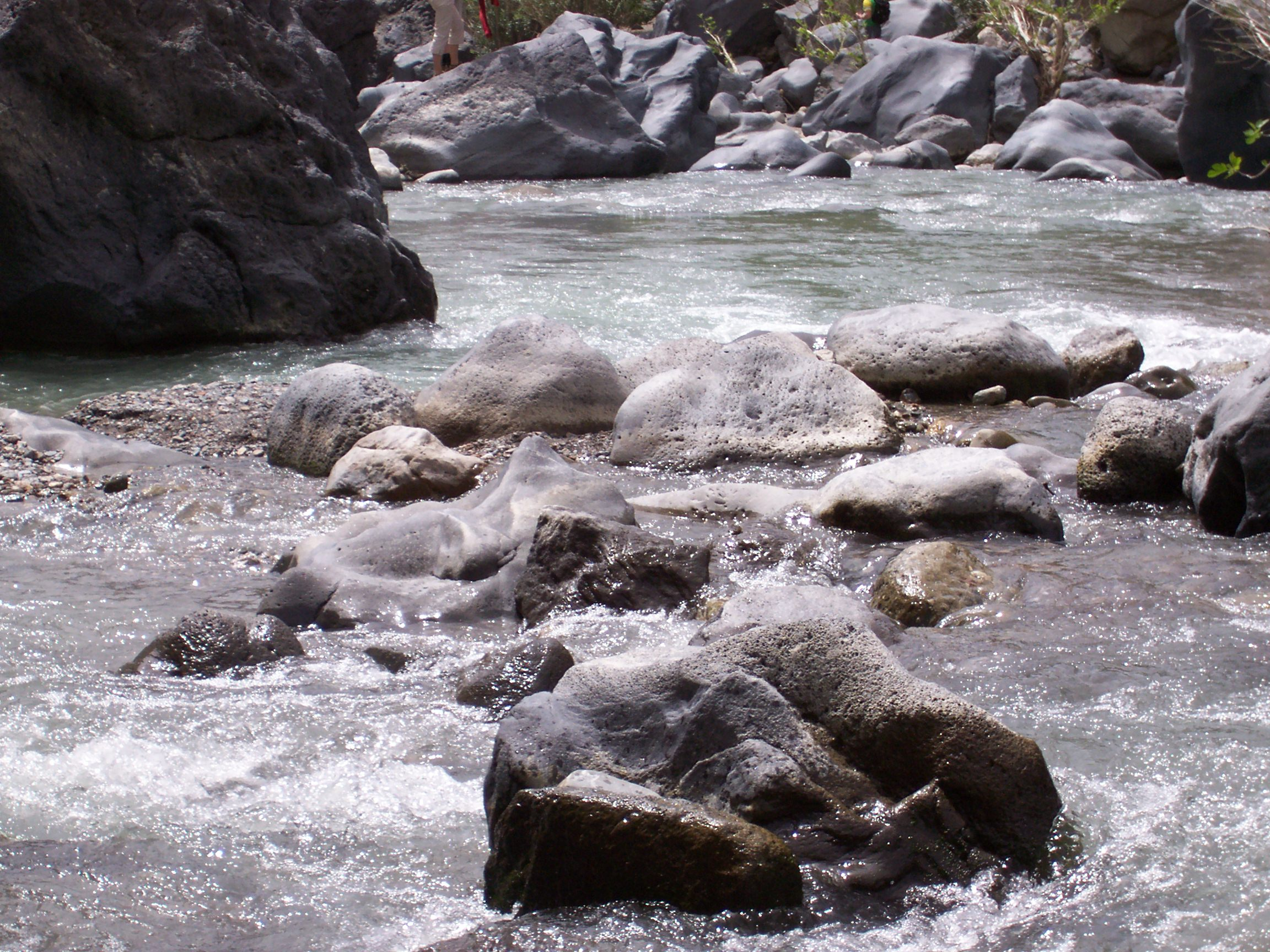